# Петровське (Моркинський район)
Петро́вське (рос. Петровское, марій. Петровский) — село у складі Моркинського району Марій Ел, Росія. Входить до складу Семісолинського сільського поселення.

## Населення
Населення — 280 осіб (2010; 359 у 2002).
Національний склад (станом на 2002 рік):
- росіяни — 37 %
- марійці — 35 %
- татари — 27 %